# Hosta plantaginea
Crinul de toamnă, este o specie de plante cu flori din familia Asparagaceae, originară din sud-estul și centrul Chinei, fiind o plantă care se aclimatizează ușor în afara grădinilor în locațiile unde este plantată, astfel răspândindu-se în întreaga lume. Această specie, soiurile și hibrizii derivați din ea sunt singurele parfumate din genul hosta. Ca plantă sălbatică, se găsește de obicei în stratul de iarbă din pădurile de munte, la sub 2000 m altitudine.